# Zajelše
Zajelše este o localitate din comuna Dol pri Ljubljani, Slovenia, cu o populație de 248 de locuitori.